# Lallen
Lallen ist eine Störung der Aussprache von Silben und Wörtern, wobei die Sprache verwaschen und undeutlich klingt. Umgangssprachlich wird der Begriff „Lallen“ auch für das absichtliche Kommunizieren von sinnlosen Inhalten verwendet. Lallen ist auch Teil des natürlichen Spracherwerbs, hier spricht man von kanonischem Lallen.

## Symptome und Beschwerden
Die Sprache klingt verwaschen und undeutlich, unbetonte Silben und Endungen von Wörtern werden „verschluckt“. Die Artikulation ist gestört.

## Ursachen
Lallen kann verschiedene Ursachen haben, beispielsweise Fehl- oder Missbildungen im Mundbereich (wie etwa Lippen-Kiefer-Gaumenspalte [ugs. Hasenscharte ]), geistige Behinderung oder Hörstörungen. Eine relativ häufige Ursache für Lallen ist eine starke Alkoholisierung oder eine Sedierung wie durch Rauschdrogen.

## Folgen und Komplikationen
Lallen erschwert die Aussprache von Wörtern und damit Verständigung mit anderen Menschen erheblich. Das kann den sozialen Kontakt stören und zu Diskriminierung, Isolation, sozialem Rückzug und Einsamkeit führen.

## Behandlung
Fehl- oder Missbildungen, die das Sprechen behindern, müssen behoben werden. Logopädisches Training kann hilfreich sein, um die richtige Aussprache zu lernen.

## Verwandte Themen
- Spracherwerb
- Sprachstörung, Sprechfehler
- Stottern, Stammeln
- Prosodie
- Liste psychischer Störungen